# Гуггенбергер, Фридрих
Фридрих Гуггенбергер (нем. Friedrich Guggenberger; 6 марта 1915, Мюнхен — 13 мая 1988, Эрленбах-ам-Майн, Бавария) — немецкий офицер-подводник, капитан-лейтенант (1 сентября 1941 года), участник Второй мировой войны.

## Биография
26 сентября 1934 года поступил на службу в ВМФ кадетом. 1 июля 1935 года произведён в фенрихи, 1 апреля 1937 года — в лейтенанты.

## Вторая мировая война
В октябре 1939 года перешёл в подводный флот. Служил на подлодке U-28, которой командовал Гюнтер Кунке. С 16 ноября 1940 по 11 февраля 1941 года командовал ставшей учебной подлодкой U-28.
26 апреля 1941 года назначен командиром подлодки U-81, с которой совершил 9 походов (проведя в море в общей сложности 261 сутки). После плавания в Атлантике, где он потопил 2 судна, Гуггенбергер в ноябре 1941 года перешёл на Средиземное море.
13 ноября 1941 он торпедировал британский авианосец «Арк Ройял» (водоизмещением 22 600 т), который на следующий день затонул.
10 декабря 1941 года награждён Рыцарским орденом Железного креста.
24 декабря 1942 года сдал командование и был переведён в штаб Карла Дёница, а 23 января 1943 года получил подлодку U-847.
9 января 1943 года награждён дубовыми листьями к Рыцарскому кресту.
С 15 мая 1943 года — командир подлодки U-513 (Тип IX-C), с которой совершил только один поход, продолжавшийся 63 суток.
19 июля 1943 года его лодка была потоплена у берегов Бразилии американской авиацией. Тяжело раненый Гуггенбергер был поднят на борт американского эсминца «Бернегейт» и после лечения помещён в лагерь для военнопленных в Финиксе, Аризона.
12 февраля 1944 года Гуггенбергер с 4 другими офицерами-подводниками бежал из лагеря, до августа им удавалось скрываться, но затем они были арестованы американской полицией.
В ночь на 24 декабря 1944 года Гуггенбергер в числе 25 подводников предпринял ещё одну попытку побега, только 6 января 1945 года Гуггенбергер и ещё один офицер были задержаны в 10 км от мексиканской границы. В феврале 1946 года Гуггенбергер был переведён в лагерь в Нью-Йорке, а затем вывезен в британскую зону оккупации Германии. В августе 1946 года освобождён.
Всего за время военных действий Гуггенбергер потопил 17 кораблей и судов общим водоизмещением 70 692 брт. и повредил 1 судно водоизмещением 6003 брт.
После войны работал архитектором. В 1956 году поступил на службу в ВМФ ФРГ. Окончил Военно-морской колледж в Ньюпорте (США) и в течение 4 лет занимал пост заместителя начальника штаба командования Объединенными силами НАТО в Северной Европе. 31.10.1968 года получил звание контр-адмирала. В октябре 1972 года вышел в отставку. Пропал без вести 13 мая 1988 (пошёл в лес и не вернулся, тело найдено только в 1990 году).